# Коммуникационные исследования

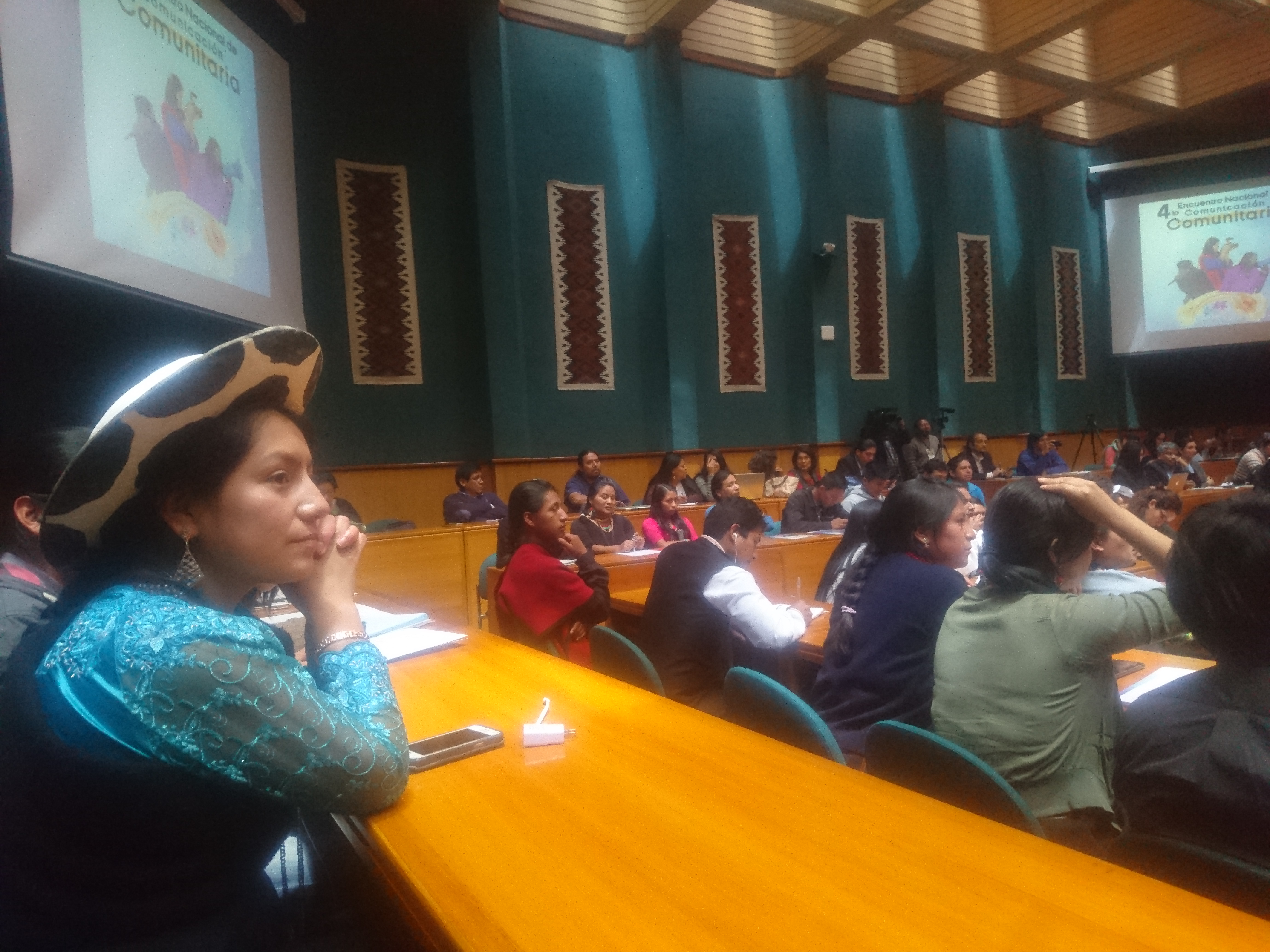
4-й конгресс по коммуникационным исследованиям в Андском университете, октябрь 2017.

Коммуникационные исследования — академическая дисциплина, изучающая процессы человеческого общения и поведения, модели общения в межличностных отношениях, общественные отношения и коммуникацию в разных культурах. Коммуникация обычно определяется как предоставление, получение или обмен идеями, информацией, сигналами или сообщениями через соответствующие медиа, что позволяет отдельным лицам или группам убеждать, искать информацию, предоставлять информацию или эффективно выражать эмоции. Коммуникационные исследования это общественная наука, которая использует различные методы эмпирического исследования и критического мышления для разработки совокупности знаний, охватывающих ряд тем, от личного разговора на уровне индивидуальной агентности и взаимодействия до систем социальной и культурной коммуникации на макроуровне.
Ученые-теоретики коммуникации сосредотачиваются в первую очередь на уточнении теоретического понимания коммуникации, изучении статистики, чтобы помочь обосновать утверждения. Спектр социально-научных методов изучения коммуникации расширяется. Исследователи коммуникации используют различные качественные и количественные методы. Лингвистические и культурные повороты середины 20-го века привели к все более интерпретативному, герменевтическому и философскому подходам к анализу коммуникации. И наоборот, в конце 1990-х и начале 2000-х годов появились новые аналитические, математические и вычислительно строгие методы.
Коммуникация как область исследования применяется в журналистике, бизнесе, средствах массовой информации, связях с общественностью, маркетинге, новостях и телевещании, межличностном и межкультурном общении, образовании, государственном управлении и не только. Поскольку взаимодействие между структурой социальной коммуникации и индивидуальной агентностью влияет на все сферы человеческой деятельности и общения, коммуникативные исследования постепенно расширили свое внимание на другие области, такие как здоровье, медицина, экономика, военные и пенитенциарные учреждения, Интернет, социальный капитал и на роль коммуникативной деятельности в развитии научного знания.